# Cireno Brandalise
Cireno Brandalise (Ponta Grossa, 24 de agosto de 1922 — Curitiba, 6 de fevereiro de 2012) foi um futebolista brasileiro que atuava como ponta-esquerda..
Um dos ídolos do rubro negro paranaense, atuava como ponta-esquerda e participou do histórico time de 1949 do Clube Atlético Paranaense, quando este ganhou a alcunha de Furacão. Brandalise foi pré-selecionado para a Copa do Mundo de 1950.

## Biografia
Natural de Ponta Grossa, iniciou a carreira no Guarani local (Guarani Sport Club) e em 1942 transferiu residência para Curitiba, para estudar Direito e jogar no Clube Atlético Paranaense. No rubro negro, jogou por 10 anos, sendo campeão em 1943, 1945 e 1949, sendo este último, um título histórico, pois a partir deste time o Atlético fica conhecido por Furacão.
Durante sua passagem pelo Atlético, protagonizou algumas situações polêmicas. Em 1946, durante um Atletiba, o Coritiba vencia por 1x0, até que Jackson marcou o gol de empate para o Atlético. Cireno foi buscar a bola no fundo da rede, e na volta puxou o gorro do goleiro Belo, do Coritiba. Belo se irritou e perseguiu Cireno até o meio de campo, chegando a agredi-lo, assim iniciando uma confusão generalizada. Os jogadores do Coritiba protestavam dizendo que Belo sofreu um soco de Cireno, que se defendia dizendo que apenas puxou o gorro. Por fim, o Coritiba decidiu por abandonar a partida com apenas 8 minutos, e o Atlético foi declarado vencedor.
Cireno Brandalise foi pré-convocado para a Seleção Brasileira de Futebol em 1942 e em 1949.
Cireno morreu em 6 de fevereiro de 2012, devido à problemas cardíacos.